# Künstlersonderbund in Deutschland
Der Künstlersonderbund in Deutschland 1990 – Realismus der Gegenwart e. V. ist eine Vereinigung deutscher bildender Künstler, insbesondere der Malerei, Grafik und Plastik.

## Geschichte
Der Künstlersonderbund wurde im April 1990 als Abspaltung des Deutschen Künstlerbundes gegründet, in dem sich vor allem gegenständlich-figürlich arbeitende Mitglieder nicht mehr angemessen vertreten fühlten. Die Gründung erfolgte auf Initiative von Manfred Bluth, weitere Gründungsmitglieder waren Gisela Breitling, Tremezza von Brentano, Johannes Grützke, Matthias Koeppel und Ludmila Seefried-Matějková. Ziel der Gründung waren die Schaffung eines unabhängigen Forums für den „Realismus der Gegenwart“ und eine verbesserte Öffentlichkeitsarbeit.
Der Künstlersonderbund hat über einhundert Mitglieder sowie über einhundert Fördermitglieder.

## Ausstellungen
In den Jahren 1993 und 1996 fanden im Martin-Gropius-Bau in Berlin Ausstellungen statt, mit denen der Verein sein Programm der Öffentlichkeit bekannt machte.
Seit 2000 finden in Berlin Jahresausstellungen statt, deren Arbeiten aus Malerei, Grafik und Plastik in Katalogen veröffentlicht werden. Seit 2002 werden außerdem die Halbjahreshefte „Galerie“ herausgegeben.
Ausstellungskataloge
- Erste Realismus-Triennale. Künstlersonderbund in Deutschland. Martin-Gropius-Bau Berlin, 6. Februar bis 21. März 1993. Ars Nicolai, Berlin 1993.
- Die Kraft der Bilder. Martin-Gropius-Bau Berlin, 10. Februar bis 8. April 1996. Ars Nicolai, Berlin 1996.
- Überblick 2002 – Malerei. Kommunale Galerie Berlin-Wilmersdorf. Künstlersonderbund, Berlin 2002.
- … und sie erkannten, dass sie nackt waren … Figürliche Plastik der Gegenwart. St. Matthäuskirche Berlin-Tiergarten, 13. September bis 10. November 2002. Stiftung St. Matthäus, Berlin 2002.
- Überblick 2003. Kommunale Galerie Berlin-Wilmersdorf, 12. Oktober bis 23. November 2003. Künstlersonderbund, Berlin 2003.
- Überblick 2004. Kommunale Galerie Berlin-Wilmersdorf, 27. September bis 7. November 2004. Künstlersonderbund, Berlin 2004.
- Kythera – vom Geheimnis des Sichtbaren. Kommunale Galerie Berlin-Wilmersdorf, 9. Oktober bis 20. November 2005. Künstlersonderbund, Berlin 2005.
- Ästhetische Botschaften – die Postkarte als Kunstwerk. Museum für Kommunikation Berlin, 24. November bis 3. Dezember 2006. Künstlersonderbund, Berlin 2006.
- Lebensspuren. Kunstverein Coburg, 15. Juni bis 16. August 2008; Burg Beeskow, 24. August bis 19. Oktober 2008. Künstlersonderbund, Berlin 2008.
- 20 Jahre Künstlersonderbund in Deutschland. UferHallen Berlin, 25. Oktober bis 14. November 2010. Künstlersonderbund, Berlin 2010.
- Künstler im Porträt. Dem Künstlersonderbund in Deutschland von Kunstfreunden zum zwanzigjährigen Bestehen. Künstlersonderbund, Berlin 2010.
- Krieg und Frieden. Realismus der Gegenwart. UferHallen Berlin, 7. bis 28. September 2014. Künstlersonderbund, Berlin 2014.
- Wasser. Königliche Porzellan-Manufaktur Berlin, 16. Juli bis 28. August 2016. Künstlersonderbund, Berlin 2016.

## Bekannte Mitglieder
Bildhauerei
- Bernd Altenstein (* 1943), Bildhauer und Hochschullehrer
- Christa Biederbick (* 1940), Grafikerin und Bildhauerin
- Karlheinz Biederbick (* 1934), Bildhauer
- Richard Heß (1937–2017), bildender Künstler
- Christian Höpfner (1939–2014), Bildhauer, Medailleur, Grafiker und Hochschullehrer
- Andreas Krämmer (* 1959), zeitgenössischer Bildhauer
- Eberhard Linke (1937–2025), Bildhauer und Medailleur
- Guido Messer (* 1941), Bildhauer
- Waldemar Otto (1929–2020), Bildhauer und Künstler
- Karl-Henning Seemann (1934–2023), Bildhauer und Zeichner
- Elisabeth Wischeropp (* 1961), Künstlerin und Bildhauerin

Malerei und Grafik
- Janet Brooks Gerloff (1947–2008), Malerin
- Rolf Gith (* 1950), Maler, Zeichner und Designer
- Erhard Göttlicher (* 1946), österreichisch-deutscher Maler, Grafiker und Buchillustrator
- Johannes Grützke (1937–2017), Maler, Zeichner, Grafiker und Medailleur
- Ulrich Hachulla (* 1943), Maler und Grafiker
- Konrad Knebel (1932–2025), Maler und Grafiker
- Fritz Kreidt (1936–2020), Maler
- Matthias Koeppel (* 1937), Maler und Dichter
- Dieter Kraemer (* 1937), Maler und Professor für Bildende Kunst
- Sigurd Kuschnerus (1933–2022), Maler und Grafiker
- Heike Negenborn (* 1964), Malerin und Grafikerin
- Gert Neuhaus (* 1939), Maler und Grafiker
- Michael Otto (* 1938), Maler und Grafiker
- Ronald Paris (1933–2021), Maler und Grafiker
- Reiner Schwarz (* 1940), Maler, Lithograf und Zeichner
- Nikolaus Störtenbecker (1940–2022), Maler
- Hans Dieter Tylle (* 1954), bildender Künstler
- Friederike Vahlbruch (* 1964), Malerin
- Norbert Wagenbrett (* 1954), Maler und Grafiker
- Christoph Wetzel (* 1947), Maler, Zeichner und Bildhauer
- Reiner Zimnik (1930–2021), Zeichner, Maler und Schriftsteller